# Konrad Kuntz
Konrad Karl Kuntz (* 19. August 1804 in Mannheim; † 22. Februar 1881 in Freiburg im Breisgau) war ein deutscher Verwaltungsbeamter und Parlamentarier.

## Leben
Konrad Kuntz, Sohn des Hofmalers Carl Kuntz, studierte Rechtswissenschaften an der Ruprecht-Karls-Universität Heidelberg. 1825 wurde er Mitglied des Corps Suevia Heidelberg. 1829 wurde er Rechtspraktikant und 1831 Kanzlist beim Staatsministerium in Karlsruhe. 1834 wechselte er als Assessor zum Oberamt Bruchsal, wo er 1836 zum Amtmann befördert wurde. 1837 wurde er zum Amtsvorstand des Bezirksamts Eberbach ernannt. 1841 kam er als Regierungsrat zur Regierung des Mittelrheinkreises nach Rastatt. 1849 erhielt er die Ernennung zum Oberamtmann und Amtsvorstand des Bezirksamts Baden-Baden. 1851 wurde er Stadtdirektor von Baden-Baden. 1862 wurde er aus gesundheitlichen Gründen in den einstweiligen Ruhestand versetzt. Von 1868 bis 1874 war er Kollegialmitglied der Oberrechnungskammer.
1849 war Kuntz Vorstand der Badanstalten-Kommission Baden. Von 1863 bis 1868 gehörte er über drei Wahlperioden als liberaler Abgeordneter für den Stadtwahlkreis 7 (Baden-Baden) der Zweiten Kammer der Badischen Ständeversammlung an.
Die Kunstmaler Rudolf und Ludwig Kuntz waren seine älteren Brüder, der preußische Generalleutnant Gustav Kuntz (1807–1886) ein jüngerer Bruder.

## Auszeichnungen
- Ehrenbürger von Baden-Baden, 1854
- Geheimer Finanzrat, 1868
- Geheimer Rat 3. Klasse, 1874
- Ritter des Ordens vom Zähringer Löwen, 1849
- Roter Adlerorden 2. Klasse, 1849
- Sankt-Stanislaus-Orden, 1852
- Ritter des Ordens der Württembergischen Krone, 1853
- Ritter des Wilhelmsorden, 1856
- Offizier der Ehrenlegion, 1860
- Kommandeur 2. Klasse mit Eichenlaub des Ordens vom Zähringer Löwen, 1862